# サン・ジョゼEC
サン・ジョゼEC (ポルトガル語: São José Esporte Clube)は、ブラジル・サンパウロ州サン・ジョゼ・ドス・カンポスを本拠地とするサッカークラブである。1933年8月13日設立。

## タイトル

### 国内タイトル
- カンピオナート・パウリスタ・セリエA2 : 2回
  - 1972, 1980

- カンピオナート・パウリスタ・セリエA3 : 1回
  - 1965

- カンピオナート・パウリスタ・セグンダ・ジヴィゾン : 1回
  - 1964

### 国際タイトル
なし

## 歴代監督
- ジョゼ・マシア 1981
- ニカノール 1987
- パウロ・エミリオ 1989
- エメルソン・レオン 1991
- バウミール・ロールス 2003
- フレディ・リンコン 2009

## 歴代所属選手

### GK
- ジャイウソン 2004-2005

### DF
- トニーニョ・セシーリオ 1997
- セアラ 2000
- ジウソン 2008

### MF
- アンドレ 2010
- アタリバ 2012
- ロペス 2013

### FW
- ドニゼッチ 1988-1989
- ワシントン 2000
- アンドレ・ピント 2010